# Campeonato de ajedrez de Venezuela

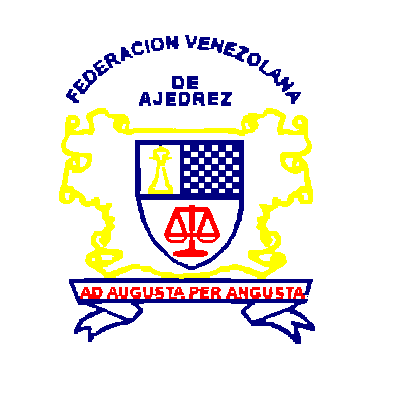
Logo de la Federación Venezolana de Ajedrez

El Campeonato de ajedrez de Venezuela, también llamado el Campeonato Nacional de Máxima Categoría, es el máximo evento desarrollado en dicho país para definir al mejor jugador de ese deporte. Se comenzó a disputar desde febrero de 1891 de manera esporádica hasta 1951, cuando pasó a una frecuencia anual. Las ediciones de 1957, 1959, 1981, 1982, 1986, 1992, 1993, y del 2002 al 2004 no se realizaron. No obstante en 1992 y 2003 se realizó el campeonato en su categoría individual femenino. 
También fue conocido anteriormente con los nombres de Championship de Venezuela, Torneo Mayor, Campeonato de Primera Categoría, Campeonato Nacional de Venezuela y Campeonato Nacional Superior.
El primer campeón venezolano fue Rafael Ruiz en 1891. Los mayores ganadores han sido László Tapasztó (6), Julio Ostos (5), y Alberto Caro y Eduardo Iturrizaga (4 cada uno). En 1979 hubo dos campeones al no haber un juego de desempate.
El Campeonato comenzó a ser organizado por la Federación Venezolana de Ajedrez a partir de 1936.

## Lista de ganadores[1]

### Championship de Venezuela
Los ganadores de este torneo ostentaron el título de Campeón Nacional oficioso.
|     | Año  | Sede    | Campeón              | Notas |
| --- | ---- | ------- | -------------------- | --- |
| I   | 1891 | Caracas | Rafael Ruiz          | Obtuvo el primer campeonato al derrotar a Rafael Pittaluga (+7 =2 -4). |
| II  | 1894 |         | Rafael Ruiz          | Igualó con Carlos Perret Gentil en una serie de partidas que duraron dos meses (+7 =6 -7). Al llegar al juego N° 20, ambos jugadores desistieron debido a la fatiga. Ruiz conservó el título según las reglas de la época. |
| III | 1907 |         | Carlos Perret Gentil | Nunca defendió el título. Lo conservó hasta su muerte en 1936. |

### Torneo Mayor
El único ganador ostentó el título de Campeón Nacional Federado.
|      | Año  | Sede      | Campeón     | Notas |
| ---- | ---- | --------- | ----------- | --- |
| IV   | 1938 |           | Sady Loynaz | Loynaz obtuvo el título al ser el venezolano con la puntuación más alta. En el primer lugar en realidad estuvo el rumano Jaime Bograd. |
| V    | 1939 | Caracas   | Sady Loynaz | Encuentro con Manuel Acosta Silva. |
| VI   | 1943 | Maracaibo | Sady Loynaz | Encuentro con José León García Díaz.                                                                                                   |
| VII  | 1944 | Caracas   | Sady Loynaz | Encuentro con Omar Benítez. |
| VIII | 1946 | Caracas   | Sady Loynaz | Encuentro con Héctor Estévez. |

### Campeonato Nacional[2]
|         | Año           | Sede                                             | Campeón                                          | Notas |               |
| ------- | ------------- | ------------------------------------------------ | ------------------------------------------------ | --- | ------------- |
| IX      | 1951          |                                                  | Julio García                                     | García fue el campeón Nacional, mientras que el alemán Gerardo Budowski se coronó como el campeón de los Extranjeros. Se realizó una partida para definir al Campeón Absoluto, el cual ganó Budowski con marcador de 6 a 0. No obstante, García continuó siendo reconocido como el campeón Nacional. Poco tiempo después, Budowski se nacionalizó venezolano. |               |
| X       | 1952          |                                                  | Eduardo Ortega                                   | |               |
| XI      | 1953          |                                                  | Eduardo Ortega                                   | |               |
| XII     | 1954          |                                                  | Andrés Sadde                                     | Letón nacionalizado venezolano. |               |
| XIII    | 1955          |                                                  | Antonio Medina García                            | Español nacionalizado venezolano. |               |
| XIV     | 1956          |                                                  | Antonio Medina García                            | Español nacionalizado venezolano. |               |
|         | 1957          | No se realizó                                    | No se realizó                                    | No se realizó |               |
| XV      | 1958          |                                                  | Antonio Medina García                            | |               |
|         | 1959          | No se realizó                                    | No se realizó                                    | No se realizó |               |
| XVI     | 1960          |                                                  | Salvador Diaz Carías                             | |               |
| XVII    | 1961          |                                                  | Alberto Caro                                     | Primer título |               |
| XVIII   | 1962          |                                                  | Manuel Belmonte                                  | "El Villano" |               |
| XIX     | 1963          |                                                  | Alberto Caro                                     | Segundo Título |               |
| XX      | 1964          |                                                  | László Tapasztó                                  | Húngaro nacionalizado venezolano. |               |
| XXI     | 1965          |                                                  | Wasil Letchinsky                                 | |               |
| XXII    | 1966          |                                                  | László Tapasztó                                  | Segundo título. |               |
| XXIII   | 1967          |                                                  | Juan Robles                                      | |               |
| XXIV    | 1968          |                                                  | Alberto Caro                                     | Tercer título. |               |
| XXV     | 1969          |                                                  | Geber Villaroel                                  | |               |
| XXVI    | 1970          |                                                  | Aníbal Gamboa                                    | |               |
| XXVII   | 1971          |                                                  | László Tapasztó                                  | Tercer título. |               |
| XXVIII  | 1972          |                                                  | Alberto Caro                                     | Tercer título |               |
| XXIX    | 1973          |                                                  | Alberto Caro                                     | Cuarto título. |               |
| XXX     | 1974          |                                                  | Julio Eduardo Ostos                              | Nativo del Edo. Carabobo, uno de los primeros tres Venezolanos en obtener el título de Maestro Internacional. Ha representado a su país en 12 Olimpiadas. Así mismo Ostos fue Federativo y uno de los pioneros en la fundación del Salón de Ajedrez "Cristo Milona", punto de referencia del Ajedrez Tricolor.                                                |               |
| XXXI    | 1975          |                                                  | Francisco Carreras                               | |               |
| XXXII   | 1976          |                                                  | Antonio Palacios                                 | |               |
| XXXIII  | 1977          |                                                  | Jorge Cuéllar                                    | |               |
| XXXIV   | 1978          |                                                  | Salvador Díaz Carias                             | Segundo título |               |
| XXXV    | 1979          |                                                  | Rodrigo Fontecilla                               | Se declararon a ambos contendientes como campeones al no haber partida de desempate. |               |
| XXXV    | 1979          | Rafael Escalante                                 |                                                  | Se declararon a ambos contendientes como campeones al no haber partida de desempate. |               |
| XXXVI   | 1980          |                                                  | Julio Eduardo Ostos                              | Segundo título. |               |
|         | 1981          | No se realizó                                    | No se realizó                                    | No se realizó |               |
| 1982    |               | No se realizó                                    | No se realizó                                    | No se realizó |               |
| XXXVII  | 1983          |                                                  | László Tapasztó                                  | Cuarto título. |               |
| XXXVIII | 1984          |                                                  | José Luis Guerra                                 | |               |
| XXXIX   | 1985          |                                                  | Julio Eduardo Ostos                              | Tercer título. |               |
|         | 1986          | No se realizó                                    | No se realizó                                    | No se realizó |               |
| XL      | 1987          |                                                  | Julio Eduardo Ostos                              | Cuarto título |               |
| XLI     | 1988          |                                                  | Hernando Guzmán                                  | |               |
| XLII    | 1989          | Sin datos                                        | Sin datos                                        | Sin datos |               |
| XLIII   | 1990          |                                                  | László Tapasztó                                  | Quinto título. |               |
| XLIV    | 1991          |                                                  | Noel Navas                                       | |               |
|         | 1992          | Sólo se realizó la categoría individual femenina | Sólo se realizó la categoría individual femenina | Sólo se realizó la categoría individual femenina |               |
| 1993    | No se realizó | No se realizó                                    | No se realizó                                    | |               |
| XLV     | 1994          |                                                  | Juan Röhl                                        | |               |
| XLVI    | 1995          |                                                  | László Tapasztó                                  | Sexto título. |               |
| XLVII   | 1996          |                                                  | Alexander Hernández                              | |               |
| XLVIII  | 1997          |                                                  | Oliver Soto                                      | |               |
| XLIX    | 1998          |                                                  | Johann Álvarez Marquez                           | |               |
| L       | 1999          |                                                  | Juan Röhl                                        | |               |
| LI      | 2000          |                                                  | Julio Eduardo Ostos                              | Quinto título. |               |
| LII     | 2001          |                                                  | Johann Álvarez Marquez                           | Segundo título. |               |
|         | 2002          |                                                  | No se realizó                                    | No se realizó | No se realizó |
| 2003    |               | Sólo se realizó la categoría individual femenina | Sólo se realizó la categoría individual femenina | Sólo se realizó la categoría individual femenina |               |
| 2004    |               | No se realizó                                    | No se realizó                                    | No se realizó |               |
| LIII    | 2005          |                                                  | Roberth Chacon                                   | |               |
| LIV     | 2006          |                                                  | Roberth Chacon                                   | Segundo título. |               |
| LV      | 2007          |                                                  | Roberth Chacon                                   | Tercer título. |               |
| LVI     | 2008          |                                                  | Roberth Chacon                                   | Cuarto título. |               |
| LVII    | 2009          |                                                  | Johann Álvarez Marquez                           | Tercer título. |               |
| LVIII   | 2010          | Valera                                           | Pedro Ramón Martinez Reyes                       | |               |
| LIX     | 2011          | Barquisimeto                                     | Félix José Ynojosa Aponte                        | |               |
| LX      | 2012          | Caracas                                          | Félix José Ynojosa Aponte                        | Segundo título. |               |
| LXI     | 2013          |                                                  | Félix José Ynojosa Aponte                        | Tercer título |               |
| LXII    | 2014          |                                                  | Félix José Ynojosa Aponte                        | Cuarto título |               |
| LXIII   | 2015          |                                                  | José Rafael Gascón del Nogal                     | Segundo Venezolano en lograr superar la barrera de los 2.500 puntos elo. |               |
| LXIV    | 2016          |                                                  | Jaime José Romero Barreto                        | Maestro FIDE, Nativo de Maracaibo, Edo. Zulia. Con solo 21 años logró ser campeón de Máxima de Venezuela |               |
| LXV     | 2017          | Caracas                                          | Reivis Gabriel Brizuela Abreu                    | Nativo del Edo. Aragua. |               |
| LXVI    | 2018          | Santo Domingo                                    | Johann Alvarez, Oscar Zavarce y Franklin Palomo  | La FVA declaró 3 campeones |               |
| LXVII   | 2020          | Miranda                                          | Franklin Annervys Palomo                         | Maestro FIDE Monaguense |               |
| LXVIII  | 2021-2022     |                                                  | Kevin Sanchez Alvarez                            | |               |
| LXIX    | 2023-2024     |                                                  | Felix Ynojosa Aponte                             | |               |

## Campeonato Nacional Femenino[5]
-}

| N°     | Año       | Campeona                          |
| ------ | --------- | --------------------------------- |
| I      | 1978      | Maria Edelmira Garcia La Rosa     |
| II     | 1979      | Layde Cacique de De Francisco     |
| III    | 1980      | Carolina Delgado                  |
| IV     | 1981      | Maglene Sierraalta de Matos       |
| V      | 1983      | Maria Edelmira Garcia La Rosa     |
| VI     | 1984      | Luz Estela Niño                   |
| VII    | 1985      | Amelia Hernandez                  |
| VIII   | 1986      | Amelia Hernandez                  |
| IX     | 1987      | Luisana Mujica                    |
| X      | 1988      | Maria Edelmira Garcia La Rosa     |
| XI     | 1992      | Amelia Hernandez                  |
| XII    | 1994      | Amelia Hernandez                  |
| XIII   | 1995      | Aleidi Martinez y Tibaire de Pool |
| XIV    | 1996      | Tibaire de Pool                   |
| XV     | 1997      | Maria Ubaldo                      |
| XVI    | 1998      | Sarai Sanchez                     |
| XVII   | 1999      | Sarai Sanchez                     |
| XVIII  | 2000      | Aleidi Martinez                   |
| XIX    | 2001      | Maria Carolina Blanco             |
| XX     | 2003      | Aliris Sanchez                    |
| XXI    | 2005      | Irene Han                         |
| XXII   | 2006      | Maria Ubaldo Suarez               |
| XXIII  | 2007      | Maria Ubaldo Suarez               |
| XXIV   | 2008      | Leonela Gutierrez                 |
| XXV    | 2009      | Sarai Sanchez                     |
| XXVI   | 2010      | Tilsia Varela                     |
| XXVII  | 2011      | Jorcerys Montilla                 |
| XXVIII | 2012      |                                   |
| XXIX   | 2013      | Tairu Rovira                      |
| XXX    | 2014      | Tairu Rovira                      |
| XXXI   | 2015      | Jorcerys Montilla                 |
| XXXII  | 2016      |                                   |
| XXXIII | 2017      |                                   |
| XXXIV  | 2018      | Amelia Hernandez                  |
| XXXV   | 2019-2020 | Tairu Rovira                      |
| XXXVI  | 2021-2022 | Clara Pena Gonzalez               |
| XXXVII | 2023-2024 | Tairú Rovira                      |